# 小唇盆距兰
小唇盆距兰（学名：Gastrochilus pseudodistichus）为兰科盆距兰属下的一个种。

## 扩展阅读
維基物種上的相關：小唇盆距兰